# Pokrow (Ukraine)
Pokrow (ukrainisch und russisch Покров) ist eine Stadt im Süden der ukrainischen Oblast Dnipropetrowsk mit etwa 40.000 Einwohnern (2017). Die Stadt trug bis zum 17. März 2016 den offiziellen Namen Ordschonikidse (ukrainisch Орджонікідзе).

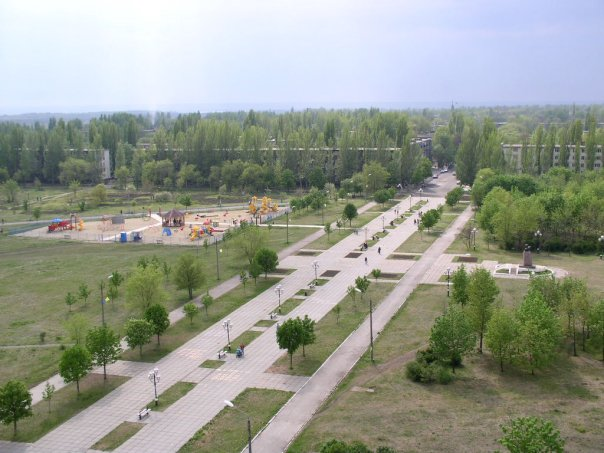
Schewtschenko-Boulevard

Taras-Schewtschenko-Denkmal an gleichnamigen Boulevard

## Geschichte
Die wechselhafte Geschichte der Region kann man auf dem Stadtgebiet sehr gut nachvollziehen:
Unweit der Stadt befindet sich Towsta Mohyla, ein 1971 ausgegrabener skythischer Kurgan (Grabhügel) aus dem 4. Jahrhundert v. Chr., in dem unter anderem ein goldener Pektorale gefunden wurde. Südlich der Stadt, im Tal des Dnepr, das heute vom Kachowkaer Stausee überschwemmt ist, verlief der mittelalterliche Handelsweg von Skandinavien nach Byzanz. Zudem stehen Teile der Stadt auf dem Gebiet einer ehemaligen Sitsch der Saporoger Kosaken.
Ein Vorläufer der Stadt wurde 1883 als eine Bergbausiedlung namens Prytschepyliwka in der Nähe einer Mangan-Mine gegründet. 1956 kam es dann zur Vereinigung mehrerer Orte der Umgebung unter dem Namen Ordschonikidse, gleichzeitig bekam der neu geschaffene Ort das Stadtrecht verliehen. Am 17. März 2016 erfolgte dann im Rahmen der Dekommunisierung die Umbenennung auf den heutigen Namen, dieser leitet sich von der kirchenslawischen Kurzform des Pokrow Preswjatoi Bogorodizy, dem Feiertag Mariä Schutz und Fürbitte, einem hohen orthodoxen kirchlichen Feiertag am 1. Oktober ab.

## Geographie

### Geographische Lage
Pokrow liegt in der historischen Region des sogenannten „Wilden Feldes“ am linken Ufer des Basawluk (Базавлук), einem 157 km langen Nebenfluss des Dnepr sowie in unmittelbarer Nähe zum Kachowkaer Stausee.
Zum Oblastzentrum Dnipro beträgt die Entfernung 110 km, die nächstgelegene Großstadt ist Nikopol 25 km östlich der Stadt.

### Verwaltungsgliederung
Am 23. November 2018 wurde die Stadt zum Zentrum der neugegründeten Stadtgemeinde Pokrow (Покровська міська громада/Pokrowska miska hromada). Zu dieser zählen auch die Siedlungen städtischen Typs Hirnyzke und Tschortomlyk und die 3 in der untenstehenden Tabelle aufgelisteten Dörfer, bis dahin bildete sie zusammen mit den Siedlungen städtischen Typs Hirnyzke und Tschortomlyk die gleichnamige Stadtratsgemeinde Pokrow (Покровська міська рада/Pokrowska miska rada) unter Oblastverwaltung im Südwesten des ihn umgebenden Rajons Nikopol.
Am 17. Juli 2020 kam es im Zuge einer großen Rajonsreform zum Anschluss des Rajonsgebietes an den Rajon Nikopol.
Folgende Orte sind neben dem Hauptort Pokrow Teil der Gemeinde:
| Name                     | Name       | Name                     |
| ukrainisch transkribiert | ukrainisch | russisch                 |
| ------------------------ | ---------- | ------------------------ |
| Hirnyzke                 | Гірницьке  | Горняцкое (Gornjazkoje)  |
| Myroniwka                | Миронівка  | Мироновка (Mironowka)    |
| Scholochowe              | Шолохове   | Шолохово (Scholochowo)   |
| Tschortomlyk             | Чортомлик  | Чертомлык (Tschertomlyk) |
| Uljaniwka                | Улянівка   | Ульяновка (Uljanowka)    |

## Bevölkerungsentwicklung
Quellen:
1939: ,
1959 ,
1970 ,
1979 ,
1989–2017 

## Wirtschaft
Einige Kilometer nordöstlich der Stadt befindet sich das Solarkraftwerk Pokrow.

## Söhne und Töchter der Stadt
- Dascha Astafjewa (* 1985), Modell, Sängerin und Moderatorin[8]
- Jelysaweta Lytwynenko (* 2004), Judoka